# Мякса (Вологодская область)
Мя́кса — село в Череповецком районе Вологодской области. Административный центр Мяксинского сельского поселения и Мяксинского сельсовета. Расположено в устье одноимённой реки.
Расстояние до районного центра Череповца по автодороге — 28 км. Ближайшие населённые пункты — Быстрино, Хламово, Вощажниково, Григорево.
По переписи 1959 года население — 1480 человек.
По переписи 2002 года — 1143 человека (530 мужчин, 613 женщин). Преобладающая национальность — русские (96 %).
В 1927—1960 годах Мякса была центром Мяксинского района.

## Население
| 1959 | 2010  |
| ---- | ----- |
| 1480 | ↘1128 |

### Историческая численность населения
По состоянию на 1859 год в деревне было 70 и проживало 474 человека.
По состоянию на 1886 год в деревне было 87 дворов и 478 человек.
Согласно результатам переписи 1897 года в деревне было прописано 25 мужчин и 26 женщин.
По состоянию на 1901 год в деревне было 95 дворов.

## Инфраструктура
Действует администрация Мяксинского СП, средняя общеобразовательная школа, Воскресная школа имени игумении Таисии (Солоповой) при монастыре, детский сад, амбулатория (филиал Череповецкой городской больницы), отделение почтовой связи №16246, дом культуры и библиотека, продуктовые магазины, салон связи, отделение Сбербанка.
C 1961 года работает Колхоз Мяксинский
В советское время действовал пионерский лагерь «Ветерок».

## Достопримечательности
В селе расположены церковь Преображения Господня (1810, недействующая), церковь Рождества Христова (1785, недействующая), церковь Рождества Иоанна Предтечи (2004-2008, действующая) и Ново-Леушинский Иоанно-Предтеченский монастырь (2016, действующий), памятники Вонифатию Ловкову, Владимиру Ленину, Сергею Кирову, обелиск Воинам Великой Отечественной и гражданской войны.

## Общественный транспорт
По автодороге 19К103 «Прислонь — Череповец» проходят автобусные маршруты №№ 609 Череповец — Дор (два раза в день, ежедневно), 5390 Рыбинск — Череповец (один раз в день, кроме вторника и четверга), 6794 Иваново — Череповец (один раз в день, по вторникам и субботам). Маршрут №609 также заезжает в село, посадка осуществляется в районе дома №27 в Красном переулке.
В советское время (1941) работал пассажирский пароход «Механик», курсирующий по маршруту Череповец — Мякса.

## Улицы[19][20]
Улицы: 25 Октября, 70 лет Октября, Батюшкова, Васильковая, Весенняя, Волгостроя, Гагарина, Дальняя, Заречная, Крестьянская, Ленина, Ломоносова, Молодёжная, Набережная, Некрасова, Новая, Полевикова, Пролетарская, Пушкинская, Садовая, Советская.
Переулки: Красный, Леушинский.

## Известные уроженцы
- Архиепископ Агафодор (Преображенский)